# Чемпионат Новой Зеландии по футболу 2005/2006
Чемпионат Новой Зеландии по футболу 2005/06 проходил с 22 октября 2005 года по 22 апреля 2006 года и стал 2-м розыгрышем в истории.
Победу в регулярном чемпионате и в плей-офф во второй раз подряд и в истории одержал клуб «Окленд Сити».

## Регламент
В турнире приняли участие 8 клубов. С 22 октября по 26 марта они провели трёхкруговой турнир регулярного чемпионата.
По сравнению с первым чемпионатом были внесены существенные изменения в формулу проведения плей-офф. Команды, занявшие по итогам регулярного чемпионата 2-е и 3-е места сыграли между собой полуфинальный матч A, а занявшие 4-е и 5-е места — полуфинальный матч B. Затем победитель матча B и проигравший в матче A сыграли между собой полуфинальный матч C, а победитель регулярного чемпионата с победителем матча A — полуфинальный матч D. В большом полуфинале встретились победитель матча C и проигравший матч D, а в финале — победитель большого полуфинала и победитель матча D. Выигравший в большом финале объявлялся победителем всего турнира.

## Результаты

### Регулярный чемпионат
| М | Команда            | И  | В  | Н | П  | Мячи    | ±   | О  | Примечания                                           |
| - | ------------------ | -- | -- | - | -- | ------- | --- | -- | ---------------------------------------------------- |
| 1 | Окленд Сити        | 21 | 16 | 0 | 5  | 63 − 28 | +35 | 48 | Квалификация в плей-офф и Клубный чемпионат ОФК 2006 |
| 2 | ЯнгХарт Манавату   | 21 | 14 | 4 | 3  | 50 − 29 | +21 | 46 | Квалификация в плей-офф и Клубный чемпионат ОФК 2006 |
| 3 | Кентербери Юнайтед | 21 | 13 | 2 | 6  | 36 − 22 | +14 | 41 | Квалификация в плей-офф                              |
| 4 | Тим Веллингтон     | 21 | 8  | 4 | 9  | 43 − 53 | −10 | 28 | Квалификация в плей-офф                              |
| 5 | Отаго Юнайтед      | 21 | 7  | 6 | 8  | 27 − 25 | +2  | 27 | Квалификация в плей-офф                              |
| 6 | Уаитакере Юнайтед  | 21 | 6  | 4 | 11 | 38 − 41 | −3  | 22 |                                                      |
| 7 | Уаикато            | 21 | 6  | 4 | 11 | 31 − 44 | −13 | 22 |                                                      |
| 8 | Хокс-Бей Юнайтед   | 21 | 1  | 2 | 18 | 17 − 63 | −46 | 5  |                                                      |

И — игры, В — выигрыши, Н — ничьи, П — проигрыши, Мячи — забитые и пропущенные голы, ± — разница голов, О — очки

Источник данных: soccerway.com

### Полуфиналы
| 2 апреля 2006    | \| ЯнгХарт Манавату \| 0:0 д.в., п. 4:5 отчёт \| Кентербери Юнайтед \| |                    |
| ЯнгХарт Манавату | 0:0 д.в., п. 4:5 отчёт                                                 | Кентербери Юнайтед |

| 2 апреля 2006  | \| Тим Веллингтон \| 2:2 д.в., п. 4:1 отчёт \| Отаго Юнайтед \| |               |
| Тим Веллингтон | 2:2 д.в., п. 4:1 отчёт                                          | Отаго Юнайтед |

| 9 апреля 2006    | \| ЯнгХарт Манавату \| 2:3 отчёт \| Тим Веллингтон \| |                |
| ЯнгХарт Манавату | 2:3 отчёт                                             | Тим Веллингтон |

| 8 апреля 2006 | \| Окленд Сити \| 3:0 отчёт \| Кентербери Юнайтед \| |                    |
| Окленд Сити   | 3:0 отчёт                                            | Кентербери Юнайтед |

### Большой полуфинал
| 16 апреля 2006     | \| Кентербери Юнайтед \| 2:1 отчёт \| Тим Веллингтон \| |                |
| Кентербери Юнайтед | 2:1 отчёт                                               | Тим Веллингтон |

### Финал
| 22 апреля 2006 | \| Окленд Сити \| 3:3 д.в., п. 4:3 отчёт \| Кентербери Юнайтед \| |                    |
| Окленд Сити    | 3:3 д.в., п. 4:3 отчёт                                            | Кентербери Юнайтед |